# Tom Workman
Thomas Edwin "Tom" Workman (Seattle, Washington; 14 de noviembre de 1944) es un exjugador de baloncesto estadounidense que disputó 3 temporadas de la NBA y otras dos en la ABA. Con 2,00 metros de estatura, jugaba en la posición de alero.

## Trayectoria deportiva

### Universidad
Jugó durante cuatro temporadas con los Redhawks de la Universidad de Seattle, en las que promedió 19,2 puntos y 8,4 rebotes por partido. Fue elegido en sus dos últimos años en el mejor quinteto de la West Coast Conference.

### Profesional
Fue elegido en la octava posición del Draft de la NBA de 1967 por St. Louis Hawks, equipo en el que apenas tuvo posibilidades de juego, siendo traspasado en enero de 1968 a Baltimore Bullets, a cambio de Don Ohl, junto con una futura elección en el draft. En los Bullets apenas contaron con él en la temporada y media que allí pasó, promediando en su único año completo 2,5 puntos y 1,3 rebotes en los escasos 21 partidos en los que saltó a la cancha.
Tras su fracaso en la NBA, decidió irse a jugar a la liga rival, la ABA, donde no tuvo mayor fortuna. En las dos temporadas que permaneció allí jugó en tres equipos diferentes, en Los Angeles Stars, Utah Stars y Denver Rockets, con un breve retorno a la NBA firmando un contrato de diez días como agente libre por los Detroit Pistons, donde únicamente jugó un par de partidos. En el total de su carrera profesional promedió 6,2 puntos y 2,6 rebotes por partido.

## Estadísticas de su carrera en la NBA

### Temporada regular
| Año         | Equipo           | PJ  | MPP  | %TC  | %3P  | %TL   | RPP | APP | PPP  |
| ----------- | ---------------- | --- | ---- | ---- | ---- | ----- | --- | --- | ---- |
| 1967-68     | St. Louis        | 19  | 4.5  | .500 |      | .773  | 1.3 | .2  | 2.9  |
| 1967-68     | Baltimore        | 1   | 10.0 | .000 |      | 1.000 | 1.0 | .0  | 1.0  |
| 1968-69     | Baltimore        | 21  | 4.1  | .407 |      | .600  | 1.3 | .1  | 2.5  |
| 1969-70     | L.A. Stars (ABA) | 26  | 17.1 | .462 | .250 | .786  | 3.6 | .8  | 11.9 |
| 1969-70     | Detroit          | 2   | 3.0  | .000 |      | –     | .0  | .0  | .0   |
| 1970-71     | Utah (ABA)       | 17  | 11.2 | .423 | .250 | .784  | 2.7 | .6  | 7.0  |
| 1970-71     | Denver (ABA)     | 39  | 12.5 | .447 | .091 | .838  | 3.4 | .9  | 6.1  |
| Total (NBA) | Total (NBA)      | 43  | 4.3  | .432 |      | .711  | 1.2 | .1  | 2.5  |
| Total (ABA) | Total (ABA)      | 82  | 13.7 | .449 | .174 | .803  | 3.3 | .9  | 8.1  |
| Total       | Total            | 125 | 10.5 | .447 | .174 | .788  | 2.6 | .6  | 6.2  |

### Playoffs
| Año   | Equipo           | PJ | MPP | %TC  | %3P | %TL | RPP | APP | PPP |
| ----- | ---------------- | -- | --- | ---- | --- | --- | --- | --- | --- |
| 1969  | Baltimore        | 1  | 2.0 | .000 |     | –   | 1.0 | .0  | .0  |
| 1970  | L.A. Stars (ABA) | 3  | 3.0 | .429 | –   | –   | 1.0 | .0  | 2.0 |
| Total | Total            | 4  | 2.8 | .375 | –   | –   | 1.0 | .0  | 1.5 |